# كيلي سالمون
كيلي سالمون (بالإنجليزية: Kelly Salmon)‏ هي عارضة وممثلة بريطانية، ولدت في 23 مارس 1987 في هارلو في المملكة المتحدة.

## وصلات خارجية
- كيلي سالمون على موقع IMDb (الإنجليزية)
- كيلي سالمون على موقع قاعدة بيانات الفيلم (الإنجليزية)